# Theodor Boveri
Theodor Boveri, född 12 oktober 1862 i Bamberg, Bayern, Tyskland, död 15 oktober 1915 i Würzburg, Bayern, var en tysk zoolog, blev professor i zoologi och jämförande anatomi vid Würzburgs universitet 1893. Hans omfattande arbeten har huvudsakligen utförts på ägg av sjöborrar och rundmaskar och behandlar cell- och befruktningsproblem. Bland hans skrifter märks Zellenstudien (6 band, 1887–1907) och Das Problem der Befruchtung (1901).
Boveri var medgrundare av modern cytologi. Han var känd för den första hypotesen om cellulära processer som orsakar cancer och för att beskriva kromatinminskning i nematoder.

## Biografi
Boveri tog 1885 en medicine doktorsexamen vid universitetet i München och var från 1885 till 1893 engagerad i cytologisk forskning vid Zoologiska institutet i München. År 1885 började han en serie studier på kromosomer.
Boveri var gift med den amerikanska biologen Marcella O'Grady (1863–1950). Deras dotter Margret Boveri (1900–1975) blev en av de mest kända journalisterna i Tyskland efter andra världskriget.

## Vetenskapligt arbete
Med hjälp av ett optiskt mikroskop undersökte Boveri de processer som är involverade i befruktningen av djuräggcellen. Hans favoritforskningsobjekt var nematoden Parascaris och sjöborrar.
Boveris arbete med sjöborrar visade att det var nödvändigt att ha alla kromosomer närvarande för att korrekt embryonal utveckling skulle kunna ske. Denna upptäckt var en viktig del av Boveri – Sutton -kromosomteorin. Han upptäckte 1888 centrosomens betydelse för bildandet av spindeln under mitos i djurceller, som han beskrev som det speciella organet för celldelning. Boveri upptäckte också fenomenet kromatinminskning under embryonal utveckling av nematoden Parascaris.
Med utgångspunkt i Carl Rabls kunskap om att kromosomer också finns mellan två kärndelningar i cellkärnan utvecklade han begreppet kromosomindividualitet, det vill säga antagandet att kromosomer behåller sin individualitet under interfas. Genom långa experiment på sjöborreägg kunde han också bevisa att de olika kromosomerna innehåller olika genetisk sammansättning.
Boveri antog 1902 att en cancertumör börjar med en enda cell där sammansättningen av dess kromosomer blir förvrängd, vilket får cellerna att dela sig okontrollerat. Han föreslog att canceruppkomst var resultatet av avvikande mitoser och okontrollerad tillväxt orsakad av strålning, fysiska eller kemiska föroreningar eller av mikroskopiska patogener. Hans antagande avvisades ursprungligen av läkare och det var först senare som forskare som Thomas Hunt Morgan 1915 visade att Boveri hade rätt.
Boveri beskrev också njurarnas struktur i Amphioxus (Cephalochordata).

## Utmärkelser och hedersbetygelser
- Hertig Rainer-medaljen,  1912
- Maximiliansorden för konst och vetenskap,  1913

[Redigera Wikidata]